# Liste der Äbte des Klosters Engelberg
Die folgende Liste ist eine Aufzählung aller Äbte des Klosters Engelberg. Das Benediktinerkloster Engelberg wurde 1120 von dem Adeligen Konrad von Sellenbüren gegründet. Die Jahreszahlen beziehen sich auf die Amtszeit.
1. Adelhelm (1120–1131, aus dem Kloster Muri)
Zwischen 1131 und 1147 wirkten drei Äbte, die aufgrund ihres schlechten Verhaltens aus den Annalen getilgt wurden und nur mit «Ababbates» genannt werden. Sie werden in der offiziellen Zählung nicht mitgerechnet.
2. Frowin (1143–1178, aus dem Kloster St. Blasien)
3. Berchtold I. (1178–1197)
4. Heinrich I. (1197–1223)
5. Heinrich II. (1223–1241)
6. Werner (1241–1250)
7. Walter I. von Ilberg (1250–1267)
8. Walter II. von Cham (1267–1276)
9. Arnold von Wil (1276–1296)
10. Ulrich I. von Stansstad (1296–1298)
11. Rudolf I. Schertleib (1298–1317)
12. Walter III. Amstutz (1317–1331)
13. Wilhelm von Wolfenschiessen (1331–1347)
14. Heinrich III. von Sempach (1347–1359)
15. Nikolaus I. von Wisserlen (1359–1360)
16. Rudolf II. von Stühlingen (1360–1398)
17. Walter IV. Mirer (1398–1420)
18. Johann I. Kupferschmied (1420–1421)
19. Johann II. Kummer (1421–1429 und 1431–1435)
20. Johann III. de Wida (1429–1431)
Zweite Amtszeit von Johann II. Kummer (1431–1435)
21. Rudolf III. Kaufmann (1435–1441 und 1450)
22. Johann IV. Strin (1442–1450)
Zweite Amtszeit von Rudolf III. Kaufmann (1450)
23. Johann V. Ambühl (1450–1458)
24. Heinrich IV. Porter (1458–1478 und 1499–1505)
25. Ulrich II. Stadler (1478–1489)
26. Nikolaus II. Gratis (1489–1490)
27. Johann VI. Ethon (1490–1499)
Zweite Amtszeit von Heinrich IV. Porter (1499–1505)
28. Barnabas Bürki (1505–1546)
29. Johann VII. Spörlin (1547–1548)
30. Bernhard Ernst (1548–1553)
31. Jodok (Theodor) Ernst (1553–1574)
32. Rudolf IV. Gwicht (1574–1576)
33. Jakob Suter (1576–1583)
34. Gabriel Blattmann (1584–1592)
35. Andreas Herrsch (1592–1600)
36. Melchior Rizzi (1600–1603)
37. Jakob Benedikt Sigerist (1603–1619)
38. Benedikt Keller (1619–1630)
39. Plazidus I. Knüttel (1630–1658)
40. Ignaz I. Betschart (1658–1681)
41. Gregor Fleischlin (1681–1686)
42. Ignaz II. Burnott (1686–1693)
43. Plazidus II. Hess (1693–1694)
44. Joachim Albini (1694–1724)
45. Maurus I. Rinderli (1724–1730)
46. Emanuel Crivelli (1730–1749)
47. Maurus II. Zink (Zingg) (1749–1769)
48. Leodegar I. Salzmann (1769–1798)
Zwischen 1798 und 1803, in der Helvetik, war es dem Kloster Engelberg verboten, einen Abt zu wählen und Novizen aufzunehmen. P. Karl Stadler waltete in dieser Zeit als Administrator und wurde anschliessend zum Abt gewählt.
49. Karl Stadler (1803–1822)
50. Eugen von Büren (1822–1851)
51. Plazidus III. Tanner (1851–1866)
52. Anselm Villiger (1866–1901)
53. Leodegar II. Scherer (1901–1914)
54. Basil Fellmann (1914–1929)
55. Bonaventura Egger (1929–1931)
56. Leodegar III. Hunkeler (1931–1956)
57. Leonhard Bösch (1956–1988)
58. Berchtold II. Müller (1988–2010)
59. Christian Meyer (seit 2010)